# Jimmy Bennett
James Michael "Jimmy" Bennett, född 9 februari 1996 i Seal Beach, Kalifornien, är en amerikansk skådespelare.
Den 19 augusti 2018 rapporterade The New York Times att Asia Argento arrangerade att betala 380 000 dollar till Bennett efter att han anklagat henne för sexuella övergrepp mot honom år 2013, när han var 17 år och hon var 37 år. De träffades först när Bennett spelade Argentos son i filmen The Heart Is Deceitful Above All Things (2004) när Bennett var sju år gammal.

## Röstroller
Bennett har gjort röst-roller som bland annat som Rerun van Pelt i långfilmsversionen av Snobben, som Ru i Nalle Puh och medverkar även i Polarexpressen och Puhs film om Heffaklumpen.

## Spelfilmer/serier (i urval)
- 2003 – Dagispapporna
- 2004 – CSI: Crime Scene Investigation, avsnitt Paper or Plastic? (gästroll i TV-serie)
- 2004 – The Heart Is Deceitful Above All Things
- 2004–2005 – Everwood (TV-serie)
- 2005 – Gisslan
- 2005 – The Amityville Horror
- 2006 – Firewall
- 2006 – Poseidon
- 2007 – Evan den allsmäktige
- 2009 – Orphan
- 2009 – Shorts - Jakten på önskestenen
- 2009 – Alabama Moon
- 2010–2011 – No Ordinary Family (TV-serie)
- 2013 – Movie 43
- 2015 – A Girl Like Her